# Harm Visser
Harm Visser (Zwaagwesteinde, oktober 2000) is een schaatser en fysiotherapeut uit Zwaagwesteinde (Fries: De Westereen).
Visser stond al jong op skeelers. Rond zijn achtste of negende begon hij reeds met schaatsen op de kunstijsbaan in Leeuwarden. Na de basisschool ging hij naar Groningen bij Ice-skate en combineerde daar zes jaar lang school en sport. In het seizoen 2016-2017 reed hij in de C-Divisie van de Noord-Oost competitie. In zijn laatste jaar van de C-Divisie werd hij tweede in het algemeen klassement. In het seizoen 2018 begon Visser bij de Beloften in de ploeg van Bouwpartners om de Marathoncup. Twee seizoenen later stapte hij over naar de Topdivisie bij de ploeg van Jumbo Visma. Hij reed daar met mannen als Erik Jan Kooiman en Mats Stoltenborg. In het coronajaar 2020 moest Visser erg wennen aan het marathonschaatsen en het tempo dat daarbij hoorde.
Na een tussenjaar won Visser in het seizoen 2020-2021 het jongerenklassement om de Marathoncup en werd hij tweede in het eindklassement. Na het vertrek bij Jumbo van kopman Bart Hoolwerf naar team Reggeborgh werd zijn rol binnen het team belangrijker. Een hoogtepunt voor Visser was de winst in de zesde race in Tilburg eind november 2021. Het was dat jaar niet alleen zijn eerste overwinning, maar ook de eerste van Jumbo-Visma. 
Het seizoen 2022/2023 bracht hem winst in drie marathoncups en won daarbij ook het eindklassement. Op natuurijs was er winst in het Zweedse Luleå en werd hij derde bij de Alternatieve Elfstedentocht op de Weissensee in Oostenrijk. In 2023 versloeg hij bij de openingswedstrijd in Groningen Bart Hoolwerf en Bart Swings, de Olympisch kampioen op de massastart. Het was het begin van zijn doorbraak. Dat kalenderjaar was er winst op 6 van de 9 marathonwedstrijden en waren er drie tweede plaatsen. Een van zijn ploeggenoten bij Jumbo-Visma was dat seizoen Jorrit Bergsma, zijn trainer was Peter de Vries. 

Op het WK kwalificatietoernooi op 30 december 2023 in Thialf werd Visser Nederlands Kampioen op de Massastart. Hij kwalificeerde zich daarmee voor het WK Afstanden 2024.
Op het NK Marathonschaatsen op nieuwjaarsdag 2024 ging Visser als topfavoriet van start, maar door zijn val in de voorlaatste bocht was hij kansloos voor de titel.

## Persoonlijke records
| Afstand    | Tijd    | Datum             | Baan       |
| ---------- | ------- | ----------------- | ---------- |
| 500 meter  | 37,44   | 5 januari 2020    | Inzell     |
| 1000 meter | 1.13,22 | 3 maart 2018      | Heerenveen |
| 1500 meter | 1.51,30 | 26 december 2020  | Heerenveen |
| 3000 meter | 3.55,68 | 18 januari 2020   | Heerenveen |
| 5000 meter | 6.27,87 | 23 september 2023 | Heerenveen |